# Excelsior Motor Company
|  | No s'ha de confondre amb Excelsior Motor Manufacturing & Supply Company. |

Excelsior fou un fabricant britànic de bicicletes, motocicletes i automòbils que tingué activitat entre 1874 i 1964. Va ser el primer fabricant de motocicletes britànic, ja que va iniciar la producció de la seva pròpia "moto-bicicleta" (motor-bicycle) el 1896. Inicialment tenia els locals a Coventry, concretament a Lower Ford Street i al número 287-295 de Stoney Stanton Road, Hillfields, fins que el 1921 es va canviar a Kings Road, al districte de Tyseley, Birmingham.

## Història

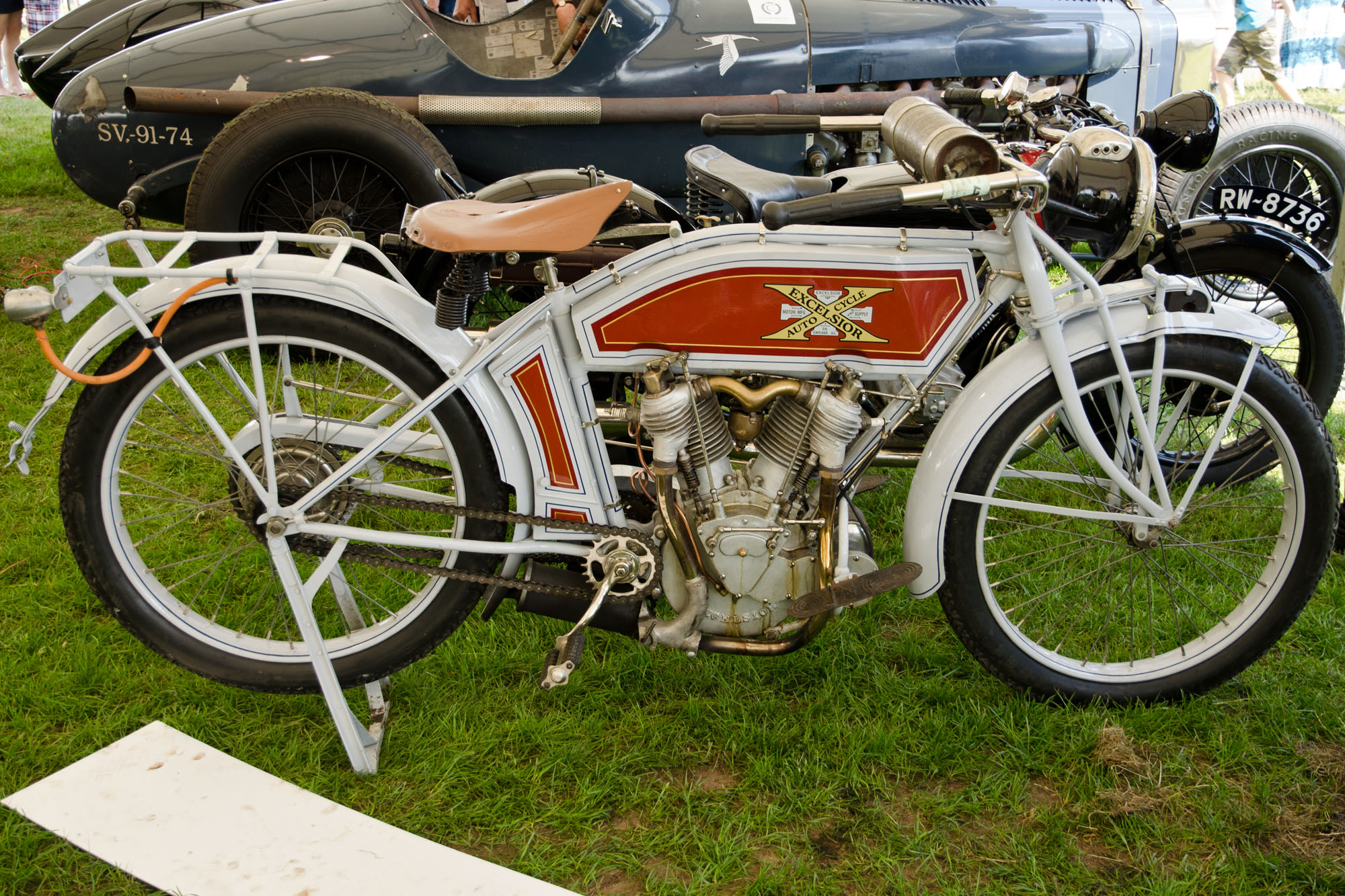
Excelsior 7C de 1914

L'empresa començà fabricant velocípedes el 1874 sota el seu nom original: Bayliss, Thomas and Co; més tard va vendre bicicletes sota els noms d'Excelsior i Eureka i el 1910 va canviar el nom de la societat a Excelsior Motor Co. Els primers anys com a fabricant de motocicletes va fer servir motors Minerva, De Dion, MMC i possiblement un Condor monocilíndric de 850 cc, però després va produir una àmplia gamma de models amb motors de la majoria dels principals fabricants. El 1914, Excelsior va oferir un bicilíndric JAP. L'empresa aconseguí un acord de subministrament de motocicletes per al govern imperial rus que es va estroncar amb la Revolució de 1917, cosa que va deixar Excelsior amb un excés d'inventari.
La família Walker (Reginald i el seu fill Eric) en va prendre el relleu després de la Primera Guerra Mundial. R Walker & Sons havia començat com a fabricant de làmpades de vaixells a Tyseley, Birmingham, però el 1919 fabricà una gamma de motocicletes sota el nom de Monarch per a ser venudes pels grans magatzems londinencs Gamages. L'empresa es va tornar a registrar com a Excelsior Motor Company Ltd, la producció es va traslladar a Birmingham i la fàbrica de Lower Ford Street a Coventry es va vendre a Francis-Barnett.
Els Walker van fabricar una gamma de motocicletes de 98 a 1.000 cc, majoritàriament equipades amb motors JAP, Blackburne i Villiers, a més d'un motor Condor de 850 cc. La nova companyia va dedicar més esforç a la competició i a les curses. Per tal d'evitar confusions amb el fabricant americà homònim, l'empresa s'autoanomenava "British Excelsior".

### Èxits en competició
La firma aconseguí el seu primer èxit important en competició el 1929, quan van guanyar la cursa Lightweight TT del TT de l'illa de Man amb una B14, ben aviat el seu model més popular. Sortida de la Gran Depressió en bon estat financer, Excelsior va encarregar a Blackburne el disseny d'un motor de competició de 4 vàlvules que es va conèixer com a "la meravella mecànica". A la seva primera sortida, la moto va guanyar el TT de 1933. La moto va continuar amb gran èxit en curses arreu del continent, però es va retirar al final de la temporada de 1934 perquè era massa complexa per a poder-la posar a la venda com a model de curses de producció en sèrie. El seu lloc va ser ocupat a partir de 1935 per la Manxman, amb arbre de lleves de dues vàlvules (DOHC).
La Manxman es va fer córrer per primera vegada al Lightweight TT de l'illa de Man de 1935. La moto oficial tenia un cilindre i capçal d'alumini de port esquerre, però el seu cicle era molt llarg i, per tant, resultava lenta. L'any següent en van aparèixer models de quatre vàlvules de cicle més curt. El 1937 van tornar a córrer al TT, tant en 250 com en 350 cc, però es van acabar retirant el maig de 1938, abans del TT d'aquell any. Les motos per al TT van tornar als capçals de 2 vàlvules, però aquest cop amb suspensió posterior d'èmbol. Aquests models van ser tan ràpids com els de 4 vàlvules i molt més fàcils de preparar. Excelsior no va disputar oficialment el TT de 1939, però un pilot privat hi va córrer amb les motos de l'any anterior, així com amb un prototip de competició de 500cc.
Tot i que l'Excelsior Manxman no va guanyar cap TT abans de la guerra, va quedar-hi segona els anys 1936 a 1938 i tercera el 1939. Potser el seu èxit principal va ser guanyar el Gran Premi d'Europa davant de 200.000 espectadors a Chemnitz, Alemanya, el 1936.

Models Excelsior (anys 20 i 30)
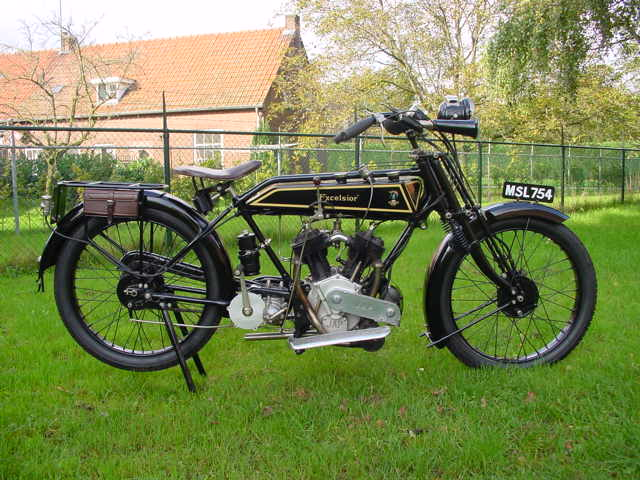
Excelsior JAP 770 (1922)
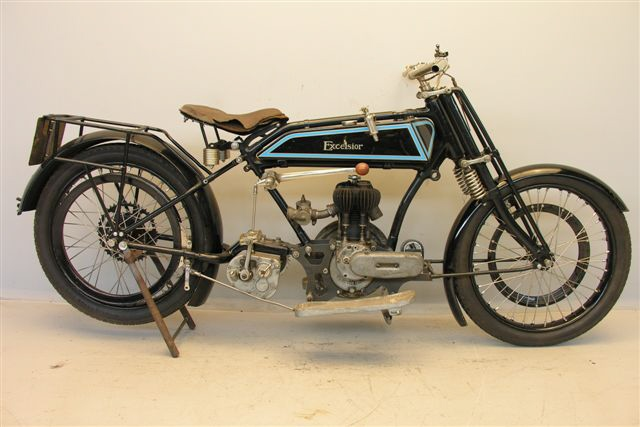
Excelsior Blackburne 500 (1926)
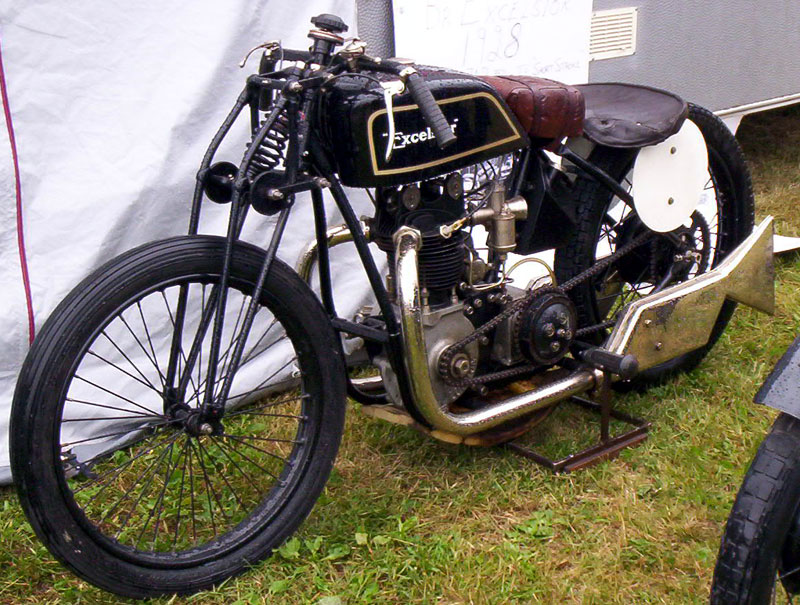
Excelsior de competició (1928)
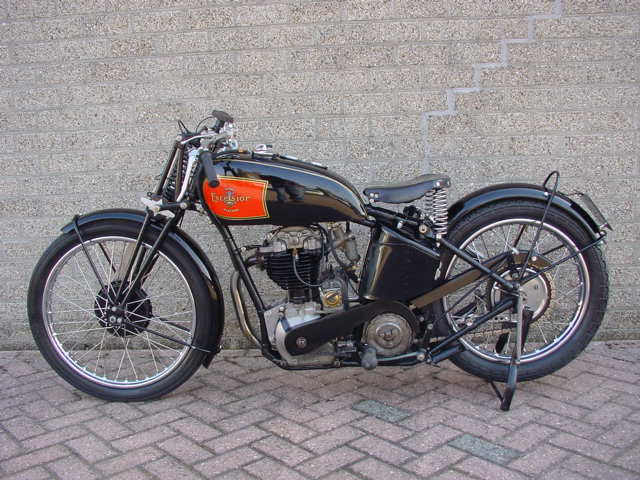
Excelsior Manxman 250 de competició (1936)
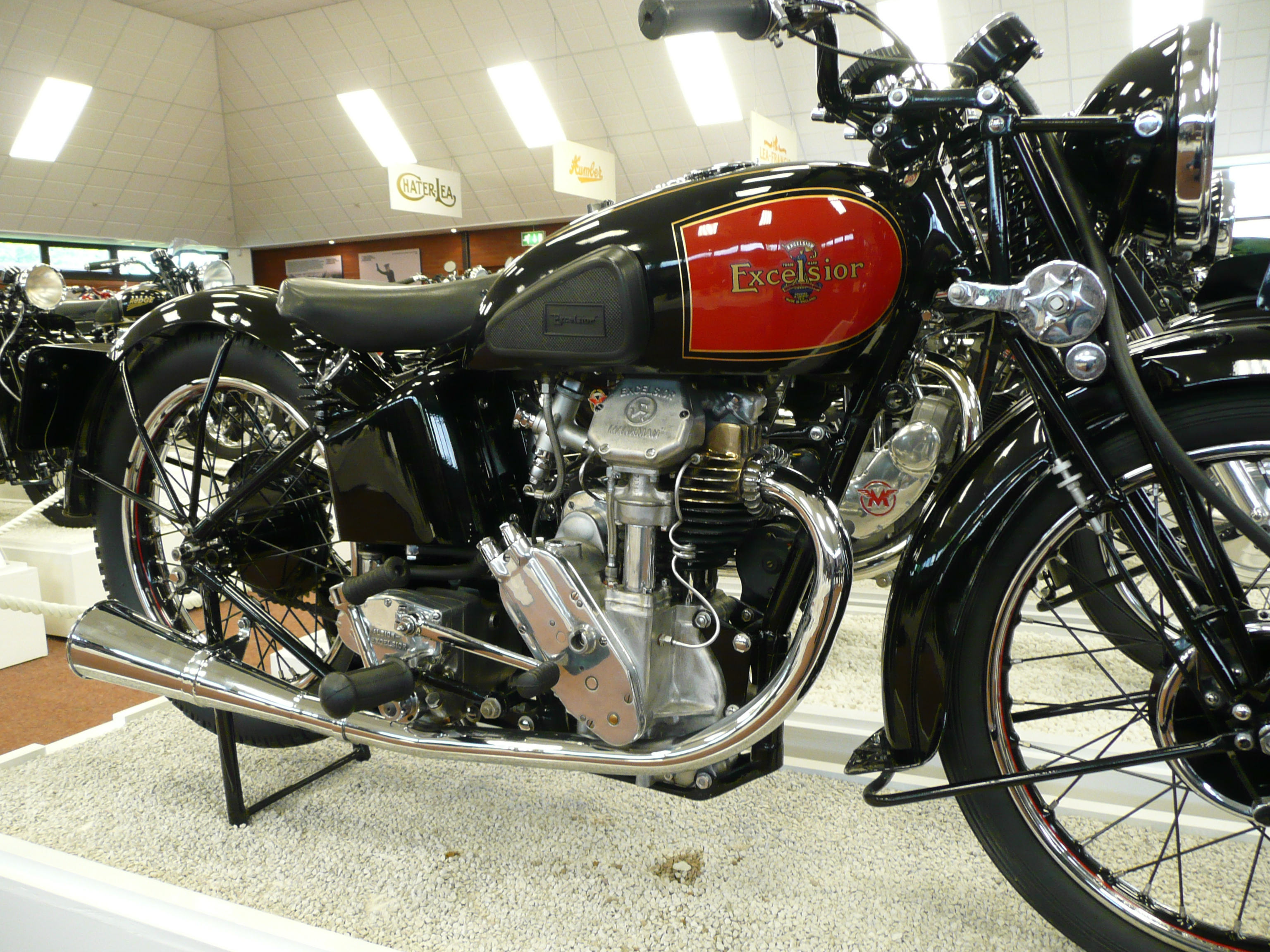
Excelsior Manxman 350 cc (1937)

### Segona Guerra Mundial

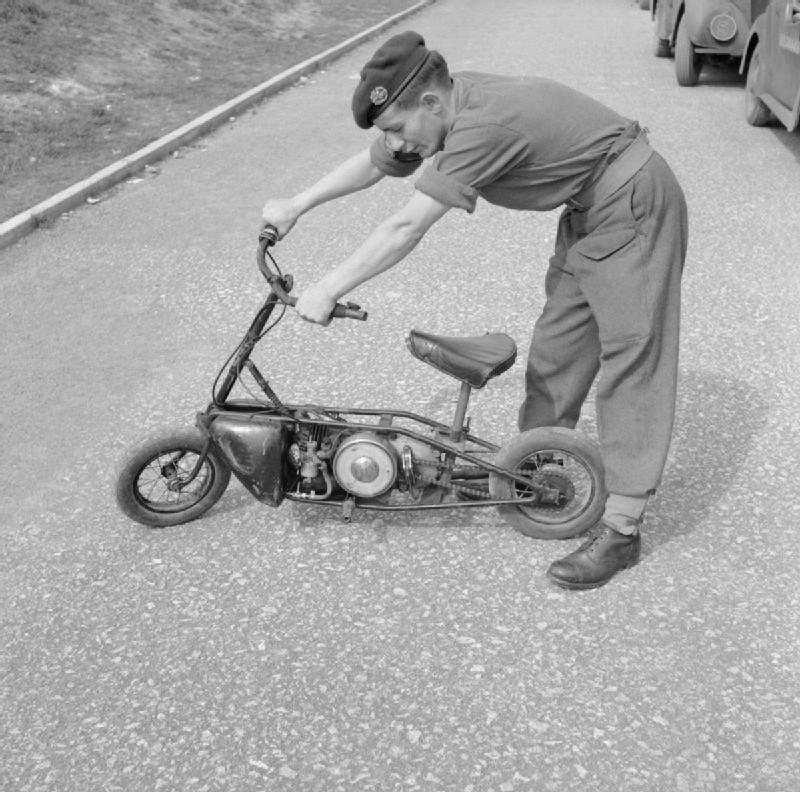
Soldat britànic amb una Welbike al Regne Unit el 1942

La principal contribució a l'esforç bèl·lic d'Excelsior va ser la Welbike amb motor Villiers de 98 cc, una motocicleta petita i plegable que es lliurava amb una càpsula amb paracaigudes, destinada a ser emprada pels paracaigudistes per a moure's ràpidament al voltant del camp de batalla. La Welbike va inspirar el model Brockhouse que va produir Corgi durant la postguerra.

### Postguerra
Però l'empresa no anava bé i, durant els primers anys de la Segona Guerra Mundial, les motos de curses i de luxe es van deixar de banda en favor de motors de dos temps més barats. Després de la guerra, Excelsior va fer servir motors Villiers per a fabricar la Viking de 250 cc i el 1949 va emprar el seu propi motor per a la Talisman, un suau motor de dos temps amb cigonyal de 180 graus. Una posterior versió esportiva amb doble carburador de 328 cc, la S8, no va tenir èxit comercial, tot i que el motor per sí sol sí que en va tenir amb els microcotxes Berkeley, tant en les versions bicilíndriques de 328 cc com en les triples de 492 cc. En oposició al motor Talisman, el 1956 es va introduir el motor bicilíndric Villiers, un model que va ser utilitzat per molts petits fabricants.

### Final
Excelsior va fabricar una motocicleta el 1964 i va plegar definitivament el 1965. Britax, una empresa d'accessoris per a automòbils, va comprar-ne el nom i va produir un nombre limitat de Britax-Excelsior a finals de la dècada del 1970.
L'adreça de la seu principal de l'empresa era: The Excelsior Motor Co, Kings Road, Tyseley, Birmingham 11.
L'adreça de l'oficina central i la fàbrica (segons una edició del 4 de setembre de 1962 de les instruccions de funcionament i manteniment dels models Talisman Twin 244 i 328) era: Redfern Road, Tyseley Birmingham 11. Telephone: Alcocks Green 1677-8-9. "Telegrams: Monarch, Haymills"

## Automòbils Bayliss-Thomas

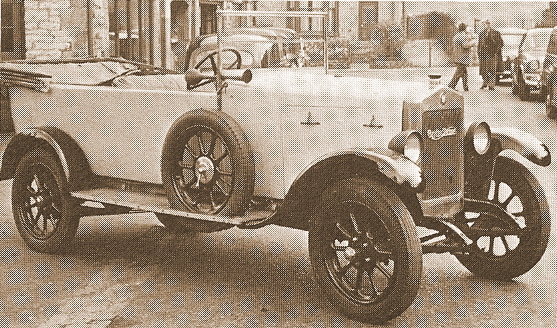
Bayliss-Thomas 10-20 hp de 1923

El 1919, l'empresa va fabricar un vehicle experimental de tres rodes amb motor refrigerat per aire, però no va entrar en producció. El 1920, però, Excelsior va entrar al negoci de l'automòbil amb una gamma de models de quatre rodes i va fer servir el nom comercial de Bayliss-Thomas, ja que ja hi havia un cotxe belga anomenat Excelsior. Se'n van fabricar al voltant de 1.000.
Els automòbils figuraren als catàlegs de l'empresa fins al 1931, però és probable que ja no se'n fabriquessin més a partir del 1929.

### Models fabricats
| Tipus      | Any       | Motor                                                   | Carrosseria                                                              | Distància entre eixos | Notes                           |
| ---------- | --------- | ------------------------------------------------------- | ------------------------------------------------------------------------ | --------------------- | ------------------------------- |
| 8.9 Junior | 1922–1924 | 1075 cc, 4 cilindres, vàlvula lateral                   | 4 places, oberta, esportiu                                               | 2.515 mm              | caixa de canvis de 3 velocitats |
| 10/20      | 1924–1927 | Coventry-Simplex 1.498 cc, 4 cilindres, vàlvula lateral | 4 places, oberta, esportiu                                               | 2.515 mm              | 9/19 amb motor 10.8             |
| 10.8       | 1922–1924 | Coventry-Simplex 1.498 cc, 4 cilindres, vàlvula lateral | sedan de porta corredissa, 2 i 4 places, oberta turisme, coupé, esportiu | 2.591 o 2.743 mm      | caixa de canvis de 3 velocitats |
| 12/22      | 1925–1931 | Meadows 1.500 cc, 4 cilindres, vàlvula lateral          | turisme, esportiu turisme, sedan de 4 i 6 places, descapotable coupé     | 2.896 mm              | caixa de canvis de 3 velocitats |
| 13/30      | 1925–1926 | Meadows 1.795 cc, 4 cilindres, vàlvula lateral          | turisme, esportiu turisme, sedan de 4 i 6 places, descapotable coupé     | 2.896 mm              | caixa de canvis de 4 velocitats |

Notes
1. ↑  9/19 a partir de 1924
2. ↑  11/22 a partir de 1925
3. 1 2  Frens anteriors a partir de 1927
4. ↑  12/27 a partir de 1925